# Всички кучета отиват в Рая 2
„Всички кучета отиват в Рая 2“ (на английски: All Dogs Go to Heaven 2) е американски анимационен филм от 1996 г. и е продължение на „Всички кучета отиват в Рая“ през 1989 г. Продуциран от MGM/UA Family Entertainment и Metro-Goldwyn-Mayer Animation, филмът е режисиран от Пол Сабела и Лари Лекър. Дом ДеЛуис се завръща с ролята си на Ичи от предишния филм, докато Бърт Рейнолдс е заместен от Чарли Шийн като гласът на главния герой Чарли Баркин, а Вик Тейбек – от Ърнест Боргнайн за Карфейс.